# 서턴콜드필드

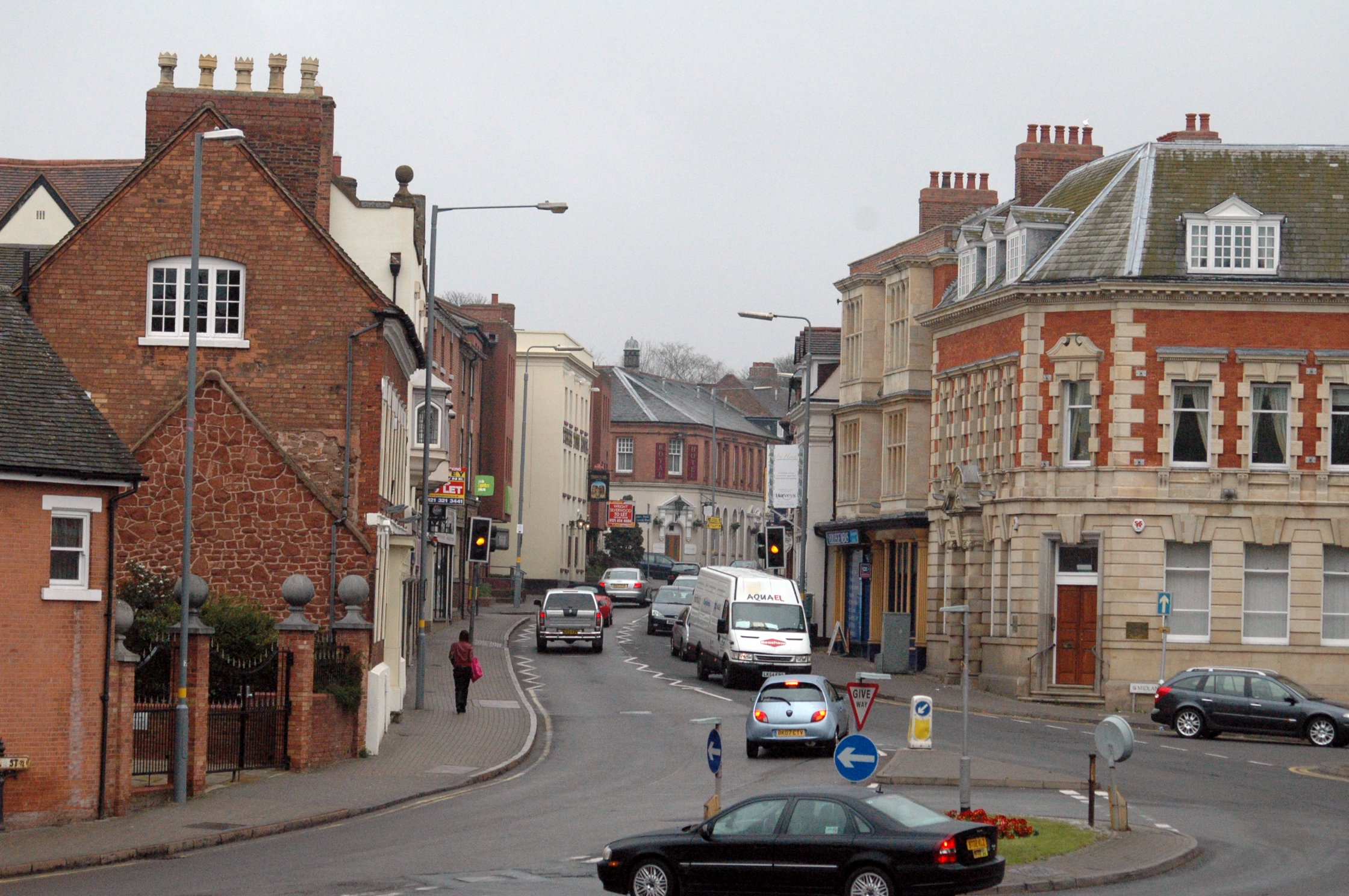
서턴콜드필드

서턴콜드필드(Sutton Coldfield)는 잉글랜드 버밍엄에 위치한 도시로, 인구는 2011년 조사 기준 95,107명이다.